# Рябоконь Олег Васильович
Оле́г Васи́льович Рябоко́нь (нар. 17 грудня 1973, Вінниця) — український політичний діяч, юрист та бізнесмен.

## Біографія
Рябоконь Олег Васильович народився 17 грудня 1973 року у Вінниці, в родині науковця-економіста та політичного діяча Василя Рябоконя. Громадянин України. Безпартійний. Офіцер запасу. Одружений, має двох дітей: п'ятнадцятирічну доньку і шестирічного сина. Постійно проживає в Україні, в місті Києві з 1997 року.

## Освіта
Закінчив середню школу з золотою медаллю, на відмінно закінчив курси молодшого медичного персоналу, професійних водіїв (УПК). Магістр міжнародного права. Закінчив з відзнакою Інститут міжнародних відносин Київського університету. Закінчив юридичну магістратуру в Джорджтаунському університеті в м. Вашингтон, навчався в Школі державного управління ім. Кеннеді в Гарварді, США, аспірант Московського державного інституту міжнародних відносин при Міністерстві закордонних справ Росії.

## Досвід роботи
З 1997 року засновник, Генеральний директор юридичної компанії «Magisters» з офісами в Києві, Лондоні, Москві, Мінську і Астані. Брав участь в успішному захисті інтересів України щодо визнання держави ринковою економікою, та інших гучних справах в США, ЄС, Росії, Китаї, Індії, Чилі, Венесуелі. Юридичний представник УЄФА з питань ЄВРО 2012, радник Групи Високого рівня щодо створення Єдиного економічного простору. Працював юристом в США, Росії.

## Громадська та політична діяльність
Був кандидатом на посаду Президента України на виборах Президента України 2010.
В різні роки в Україні виконував обов'язки позаштатного радника:
- Першого віце-прем'єр-міністра;
- Міністра зовнішньоекономічних зв'язків і торгівлі;
- Міністра екології та ядерної безпеки; Голови Комітету з промислової політики;
- Першого заступника Міністра фінансів.

Також був на громадських посадах: члена Міжвідомчої комісії з питань вступу України до СОТ та члена Правління Асоціації правників України.
Автор понад сто публікацій з питань міжнародного права та ведення юридичної практики. Постійно виступає з доповідями на міжнародних юридичних конгресах.
З 2013 є заступником голови українського товариства Швейцарії